# Five Stanes

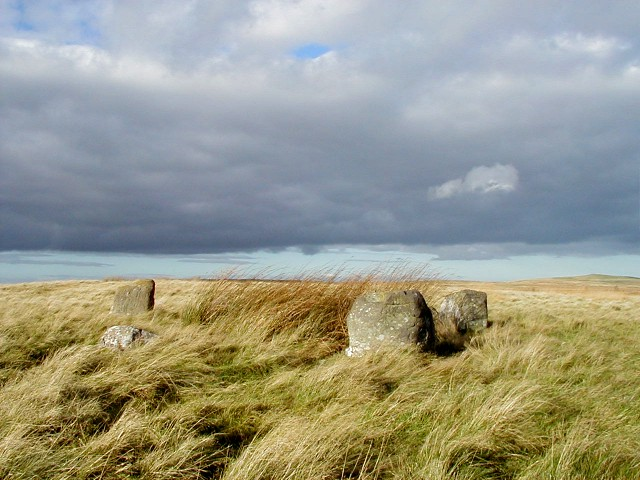
Five Stanes

Der Steinkreis Five Stanes (auch „Dere Street III“ oder „Five Stones“ genannt) ist ein Five-stone-circle. Er liegt nahe der Grenze zu England an der Römerstraße Dere Street in den Cheviot Hills, bei Chattoo, etwa südöstlich von Jedburgh in den Scottish Borders in Schottland und ist einer von 16 (sechs gut erhaltenen) Steinkreisen in den Borders.
Five Stanes hat etwa 6,1 m Durchmesser und steht eingezäunt auf einer Weide an einem Südhang. Er besteht aus fünf Steinen, von denen noch drei in situ stehen. Einer der beiden Liegenden ist überdies aus seiner ursprünglichen Position im Kreis deutlich verschoben worden. Die Höhen der aufrecht stehenden Steine (A, B und D) liegen zwischen 70 und 85 cm. Weitere Steine (F, G und H) liegen östlich der Gruppe und sind wahrscheinlich aus dem Kreis entfernt worden.